# Behaving Badly
Behaving Badly je americký film z roku 2014, inspirovaný autobiografickým románem Rica Browdeho While I'm Dead Feed the Dog. Hlavními hvězdami jsou Nat Wolff, Selena Gomez a Mary-Louise Parker.

## Děj
Teenager Rick Stevens (Nat Wolff) je zamilovaný do Niny Pennington (Selena Gomez), když si uvědomí, že se rozešla se svým přítelem Kevinem (Austin Stowell), vsadí se s Karlisem Malinauskasem (Nate Hartley), že se s ní vyspí před oslavou Dne stromů.

## Obsazení
- Nat Wolff jako Rick Stevens
- Selena Gomez jako Nina Pennington
- Mary-Louise Parker jako Lucy Stevens/Svatá Lola
- Elisabeth Shue jako Pamela Bender
- Dylan McDermott jako Jimmy Leach
- Lachlan Buchanan jako Billy Bender
- Heather Graham jako Anette Stratton-Osborne
- Ashley Rickards jako Kristen Stevens
- Jason Lee jako Father Krumins
- Austin Stowell jako Kevin Carpenter
- Cary Elwes jako Joseph Stevens
- Patrick Warburton jako Ředitel Basil Poole
- Gary Busey jako Šéf Howard D. Lansing
- Jason Acuña jako Brian Savage
- Rusty Joiner jako Keith Bender
- Nate Hartley jako Karlis Malinauskas
- Mitch Hewer jako Steven Stevens
- Scott Evans jako Ronnie Watt
- Gil McKinney jako Strážník Joe Tackett
- Mindy Robinson jako Kristen kamarádka
- Justin Bieber jako Vězeň

## Produkce
Původně se film měl jmenovat Feed The Dog, ale název byl změněn na Parental Guidance Suggested v srpnu 2012 a nakonec byl změněn na Behaving Badly. Na iTunes byl vydán 1. července 2014 a do kin vešel 1. srpna 2014.